# Canopo (Egitto)
Canopo (Canopus, Canobus) è il nome greco di un'antica città costiera risalente all'antico Egitto, posta nel delta del Nilo sul ramo più occidentale del fiume che è appunto detto ramo canopico. Il sito si trova presso Abukir, nella periferia della città moderna di Alessandria a circa 25 km dal centro di questa. Canopo fu il principale porto greco in Egitto prima della fondazione di Alessandria.
La città era chiamata dagli egizi Pegwti, e faceva parte del settimo distretto del Basso Egitto. Uno degli ambienti di Villa Adriana è progettato come una ricostruzione stilizzata della città.

## La fase pre-ellenistica
Scavi effettuati in un'area compresa tra i due ed i tre chilometri dall'attuale Abukir hanno rivelato la presenza di estese tracce di una città dotata di larghe strade ed hanno reso parti di costruzioni in granito recanti il nome di Ramesse II. Tale reperti si ritiene siano stati però portati in loco da altri siti (Pi-Ramses) a scopo ornamentale.

L'esatta data della fondazione di Canopo è sconosciuta, ma Erodoto riferisce trattarsi di un'antica città.

I miti omerici attribuiscono la sua fondazione a Menelao ed il nome a quello del pilota della sua nave morto nel delta del Nilo dopo essere stato morso da un serpente. Omero descrive come Menelao avesse eretto, sulla spiaggia, un monumento in memoria di Canopo. La città sarebbe poi sorta intorno a questo monumento.

Il nome egizio della regione dove sorse la città fu Kah Nub (luogo dell'oro) in riferimento, forse, ai profitti realizzati dai mercanti.

Un tempio dedicato a Osiride venne eretto a Canopo da Tolomeo III (Serapeo di Canopo) ma Erodoto riporta come nei pressi della città esistesse un antico tempio dedicato ad Ercole (assimilato all'egizio Amon) che forniva asilo agli schiavi fuggiaschi.

Osiride era venerato a Canopo sotto una forma particolare: quella di un vaso con la testa umana e da tale associazione deriva l'uso di definire vasi canopi ( o vasi canopici) i contenitori, con coperchi a forma di testa umana o animale, utilizzati per contenere i visceri del defunto durante il processo di imbalsamazione che venivano poi deposti nel sepolcro. 
«Centro residenziale e di villeggiatura della vicina Alessandria».

## La fase ellenistica-romana
Nel nono anno di regno di Tolomeo III a Canopo ebbe luogo una grande assemblea di sacerdoti che attribuirono al sovrano, ed alla sua consorte Berenice II, un grande numero di nuovi titoli onorifici.

Il testo deliberato dall'assemblea è noto sotto il nome di decreto di Canopo. Due copie di tale decreto sono giunte fino a noi scritte sia in egizio ( sia geroglifico che demotico) che in greco, e come per la stele di Rosetta hanno avuto grande importanza nella decifrazione dell'antica lingua egizia.
Nel decreto il re Tolomeo III tentò invano di aggiungere un giorno ogni quattro anni dopo gli epagomeni per evitare lo sfasamento del calendario.
In ogni caso il calendario egizio, «perfezionato nel 238 a.C. col Decreto di Canopo che introdusse l'anno bisestile, fu adottato tale e quale da Giulio Cesare nel 46 a.C.; perfezionato ancora da Gregorio XIII nel 1582, è quello in uso oggidì».
La stele del decreto venne rinvenuta a Tanis nel 1866.
Tacito racconta che nel 19 d.C. Germanico  prende l'iniziativa di recarsi in Egitto per visitare le sue antichità, risalì «la corrente del Nilo, visitando prima Canopo, città fondata dagli Spartani in memoria del pilota Canopo, quando Menelao, ritornando in Grecia, fu sbattuto in alto mare, sulla costa libica».
Durante il periodo della dominazione romana dell'Egitto la città, che faceva parte della provincia Aegyptus prima, divenne famosa per la mollezza dei suoi costumi, nella sua Satira VI Giovenale riferisce della dissolutezza che vi regna.